# Воронцовка (Знаменский район)
Воронцо́вка — село в Знаменском районе Тамбовской области, административный центр Воронцовского сельсовета.
В селе есть Никольский храм, 9 улиц — Колхозная, Набережная, Садовая, Северная, Сергеева, Школьная, Школьный 1-й переулок, Школьный 2-й переулок.

## История
Имение Воронцово ведет своё начало с 1779 года, когда земли эти были подарены генерал-поручику Ивану Илларионовичу Воронцову.

## Население
| 2010 |
| ---- |
| 982  |

## Люди, связанные с селом
- Семён Михеевич Алёшин (1911—1942) — советский военный лётчик, Герой Советского Союза; родился в Воронцовке 9 [22] января 1911 года.
- Александр Сергеевич Волков (1951—2005) — генерал-майор, начальник Тульского артиллерийского инженерного института (1999—2005); провёл в Воронцовке детские годы.